# Katya Berger
Katya Bebb Cobham (Berger) (nascida em Londres, Inglaterra, em 1966) - seu nome é algumas vezes grafado como Katia Berger ou Katja Berger - é uma atriz de cinema. Filha de Hugh Russell Bebb e da cantora, escritora e atriz croata Hanja Kochansky. Katya participa da antológica cena final, na praia, do filme Crônica de um amor louco.

## Filmografia
- 13/14 (2004) (como Katia Berger) .... Carole
- La Lune dans le caniveau (1983) (como Katia Berger) .... Catherine
- Nana (1982) .... Nana
- Absurd (1981) .... Katia Bennett
- Crônica de um amor louco (1981) .... Garota na praia
- An Almost Perfect Affair (1979) .... Filha de Maria & Freddie
- Piccole labbra (1978) .... Eva